# مصطفى الشيخ ديب
مصطفى هاشم يعقوب الشيخ ديب (أبو مازن؛ وُلد في 21 أكتوبر 1938) دبلوماسي فلسطيني، كان سفيرًا لدولة فلسطين لدى المملكة العربية السعودية بين عامي 1994 و2006.